# Pico Agradable
El Pico Agradable (en inglés: Pleasant Peak) es una elevación en la Isla Soledad, Islas Malvinas, ubicada a 3,2 kilómetros al norte de la Base Aérea de Monte Agradable.

## Incidente del Gazelle XX377

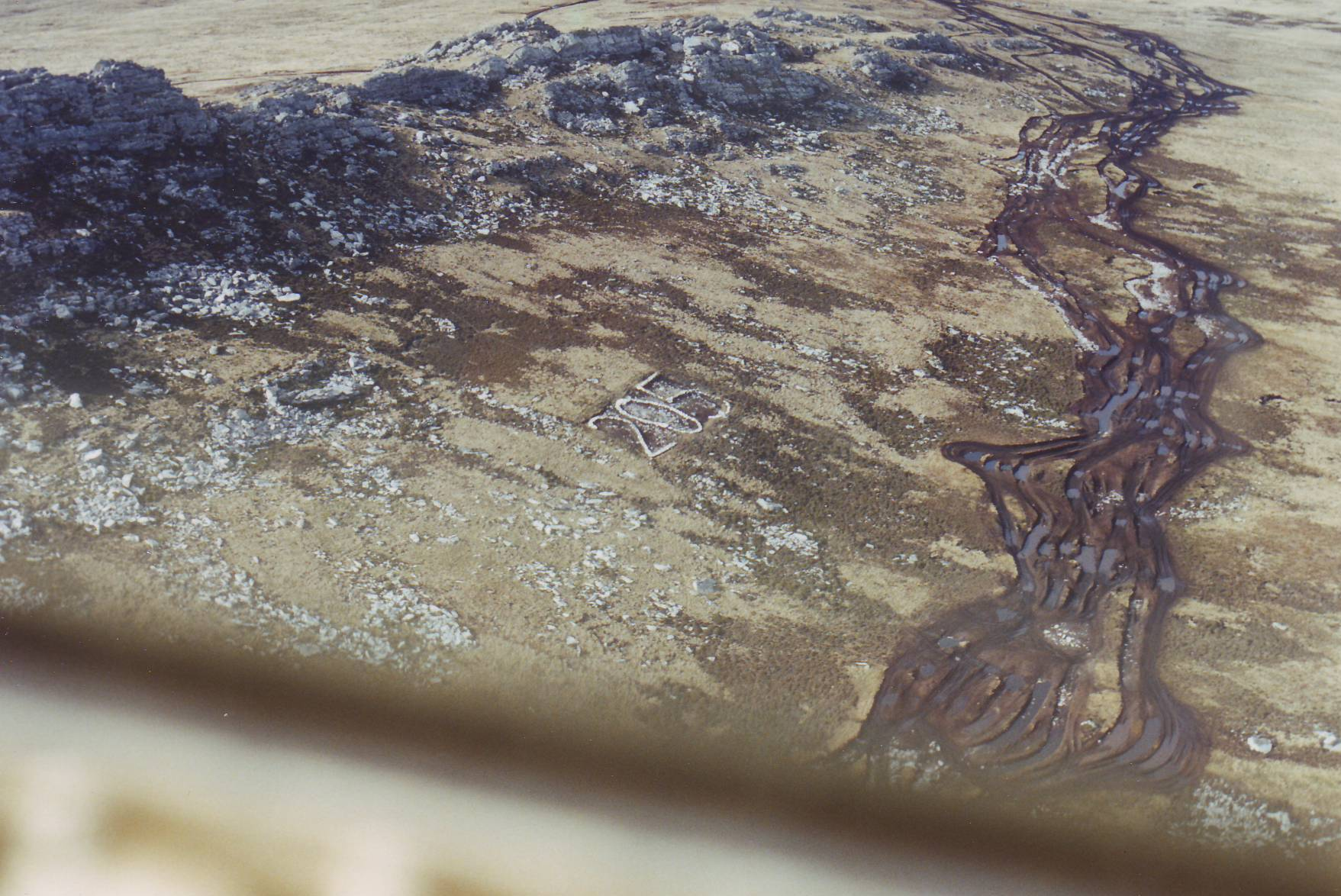
Memorial en el pico.

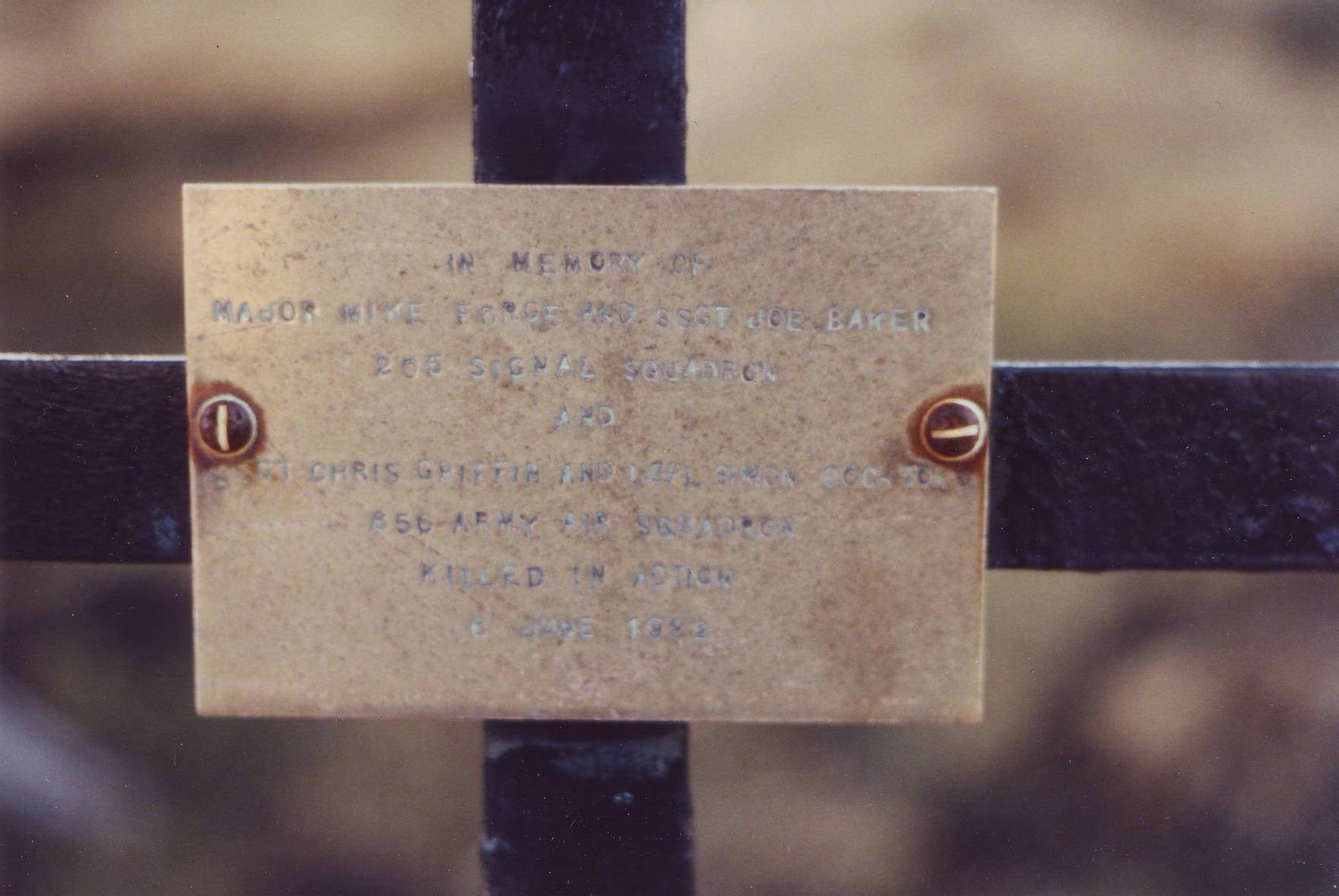

Durante la guerra de las Malvinas, se estableció en el sitio una estación de retransmisión de radio para proporcionar un enlace de comunicaciones entre la 5th Infantry Brigade en Puerto Darwin, y el 2 PARA en Fitz Roy. Al día siguiente de ser instalado (6 de junio), ocurrió un accidente cuando el helicóptero Gazelle XX377 de las fuerzas británicas, que llevaba cuatro personas y se trasladaba a la estación de radio para repararla, fue destruido por el HMS Cardiff, al creer que se trataba de una aeronave argentina.